# گالین، لوتیان شرقی
گالین (به انگلیسی: Gullane) یک روستا در بریتانیا است که در لوتیان شرقی واقع شده‌است. گالین ۳٬۷۸۳ نفر جمعیت دارد.